# Ледница 2000
Ледни́ца 2000, официальное название — Всепольская встреча молодёжи — Ледница 2000 (пол. Ogólnopolskie Spotkanie Młodych - Lednica 2000, Lednica 2000) — наименование ежегодной религиозной встречи польской молодёжи возле озера Ледница, Гнезненский повят, Великопольское воеводство. Встречи проходят на территории Ледницкого ландшафтного парка. Максимальное число участников было в 2004 году, когда во встрече приняло участие около 160 тысяч человек.

## История
Всепольские встречи стали проводиться с 1997 года на территории села Имёлки недалеко от трассы Познань — Гнезно. Первоначально встречи проходили на территории одной из частей села Имёлки, которая называется Поля-Ледницке. 1 января 2013 года Поля-Ледницке были выделены из села Имёлки и стали самостоятельной территориальной единицей. Место проведения встреч было выбрано в связи со значительной значимостью местных окрестностей, где в 966 году произошло Крещение Польши. Первоначально встречи собирались в вигилию торжества Сошествия Святого Духа. С 2005 года в связи со смертью Римского папы Иоанна Павла II встречи стали проводиться в первую субботу июня. Инициатором созыва встреч был священник-доминиканец Ян Гура.
В 2008, 2009 и 2012 годах Всепольская встреча молодёжи транслировалась по польскому телевидению.
10 июня 2000 года во время проведения очередной IV Всепольской встречи был освящён колокол «Иисус Христос» массой 1,2 тонны. Колокол был установлен возле Ворот-Рыба.

## Проведение
Встреча начинается утром в первую субботу июня. Перед началом проводится исповедь. Во второй половине дня на встречу доставляются мощи святого Войцеха и начинается молитвенная часть собрания. Вечером совершается месса, во время которой зачитывается специальное послание Римского папы участникам встречи. Неотъемлемой часть проведения является специально изданный для встречи сборник песен. С самой первой встречи на собрании участвует хор, который исполняет многоголосное пение. С 2001 года во встречи участвует гуральский народный хор «Siewcy Lednicy».
Ночью с субботы на воскресенье проводятся различные католические богослужения и культурные мероприятия. Последним элементом встречи является прохождение участников сквозь Ворота-Рыба, которые символизируют Иисуса Христа.

## Хронология
Каждая встреча имела своё наименование:
| Год  | Дата    | Численность участников | Девиз                                                              |
| ---- | ------- | ---------------------- | ------------------------------------------------------------------ |
| 1997 | 2 июня  | 20 000                 | Необходимо идти                                                    |
| 1998 | 30 мая  | 40 000                 | Никогда сами                                                       |
| 1999 | 4 июня  | 70 000                 | Увидеть цель                                                       |
| 2000 | 10 июня | 70 000                 | Выбери Христа!                                                     |
| 2001 | 2 июня  | 90 000                 | Musisz tam być, aby dać się zapisać!                               |
| 2002 | 18 мая  | 100 000                | Свадьба в Канне Галилейской, 82 годовщина рождения Иоанна Павла II |
| 2003 | 7 июня  | 130 000                | Богослужение в талантах                                            |
| 2004 | 29 мая  | 160 000                | Daj się złowić w sieć Miłości!                                     |
| 2005 | 4 июня  | 150 000                | Встречаемся возле Источника                                        |
| 2006 | 3 июня  | 70 000                 | Chrystus drogą                                                     |
| 2007 | 2 июня  | 45 000                 | Пошли меня!                                                        |
| 2008 | 7 июня  | 70 000                 | Я назвал вас друзьями!                                             |
| 2009 | 6 июня  | 97 000                 | Узнай время!                                                       |
| 2010 | 5 июня  | 80 000                 | Женщина — это дар и тайна                                          |
| 2011 | 4 июня  | 80 000                 | JP2 — liczy się świętość!                                          |
| 2012 | 2 июня  | 60 000                 | Любовь найдёшь!                                                    |
| 2013 | 1 июня  |                        | Во имя Отца                                                        |